# 施比特劳垃圾焚烧厂

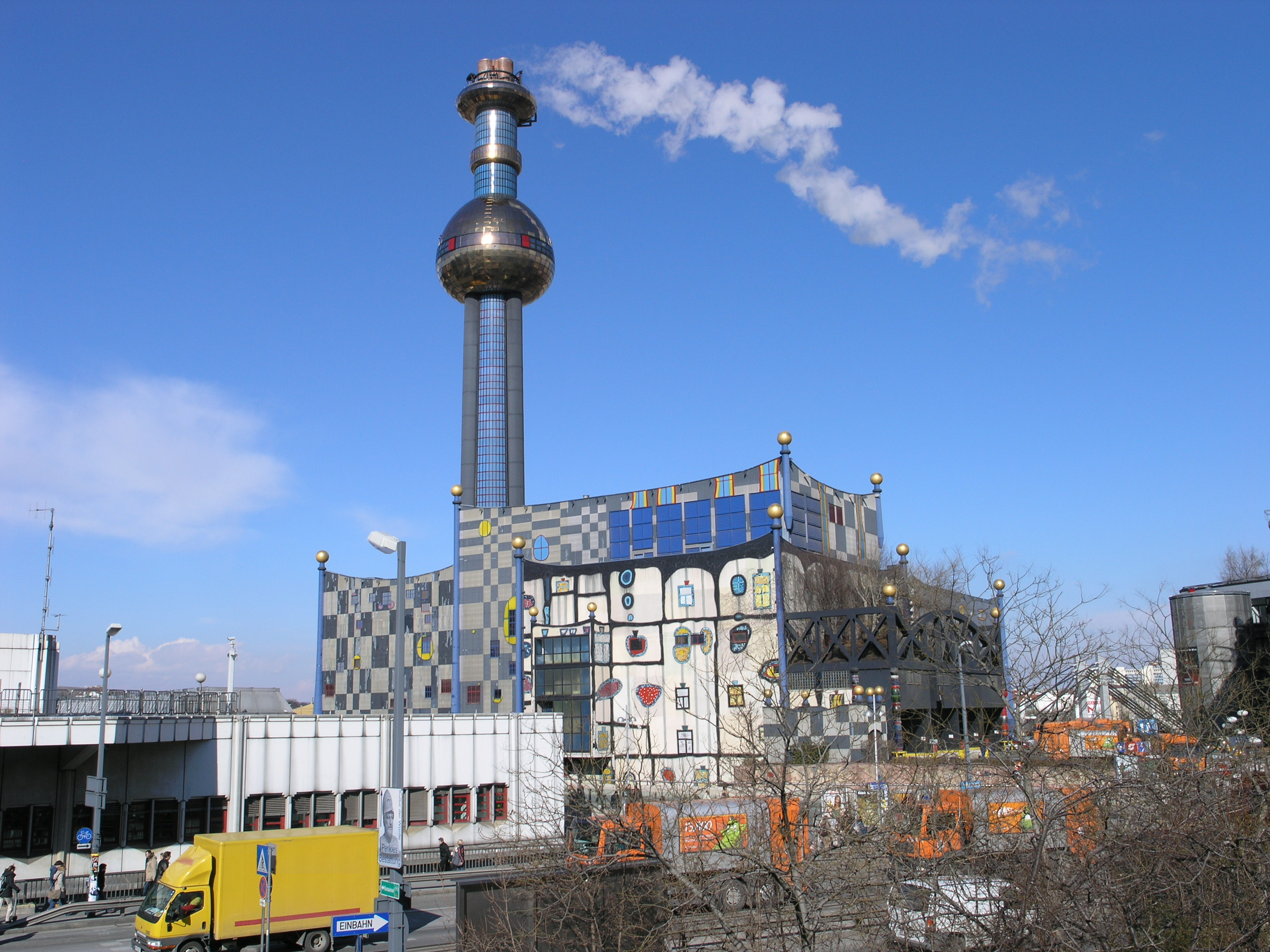
施比特劳垃圾焚烧厂

施比特劳垃圾焚烧厂 (德语: Müllverbrennungsanlage Spittelau) 是奥地利维也纳的垃圾焚化发电厂。它是维也纳能源公司 (德语: Wien Energie) 运营的三座垃圾处理厂之一，具有领先一时的环保性能和由百水先生设计的独特外观。电厂总装机容量为 460 兆瓦，是维也纳市域供热网络中第二大区域供热发电机组。
该厂于1971年建成，旨在为距离约两公里的新综合医院提供热能。随着烟气净化技术的不断进步，工厂在1986年至1989年间进行了升级，增加了烟气湿法洗涤系统以及现代化的脱硝和二噁英分解装置。1987年，工厂发生了一场大火，随后百水先生受邀重新设计了建筑外立面。原本的工业风建筑被改造成了充满艺术感的旅游景点。后来，日本大阪也参照百水的风格建造了一座类似的垃圾焚烧厂。
该厂的垃圾处理能力为每年26万吨，并接入区域供热网络，年均供热60 MW（满足基础负荷需求）。此外，工厂还配备了五台燃气或燃气/燃油热水锅炉，用于满足峰值需求，总供热能力为400 MW。电厂的电功率为6 MW，年发电量约为40,000 MWh，供热量为470,000 MWh，可为维也纳超过6万户家庭提供供暖。